# Ron Cephas Jones
Ron Cephas Jones, född 8 januari 1957 i Paterson, New Jersey, död 19 augusti 2023 i Los Angeles, Kalifornien, var en amerikansk skådespelare.
Jones medverkade bland annat i TV-serierna This Is Us och Lisey's Story. För sin roll i This Is Us vann Jones en Emmy-statyett. Han medverkade även i filmen Dolemite Is My Name.

## Filmografi (i urval)
- 2015–2016 – Mr. Robot (TV-serie)
- 2016–2022 – This Is Us (TV-serie)
- 2019 – Dolemite Is My Name
- 2021 – Lisey's Story (TV-serie)